# Aleksandra Polańska
Aleksandra Polańska, född 24 september 2000, är en polsk simmare.

## Karriär
Vid EM 2024 i Belgrad var Polańska en del av Polens lag som tog brons på 4×100 meter frisim. Hon erhöll även ett silver på 4×100 meter mixed frisim efter att ha simmat försöksheatet där Polen sedermera tog medalj.